# Vermicularia bathyalis
Vermicularia bathyalis là một loài ốc biển, là động vật thân mềm chân bụng sống ở biển thuộc họ Turritellidae.

## Miêu tả
Độ dài vỏ lớn nhất ghi nhận được là 62 mm.

## Môi trường sống
Độ sâu nhỏ nhất ghi nhận được là 400 m. Độ sâu lớn nhất ghi nhận được là 400 m.